# HLA-B*83

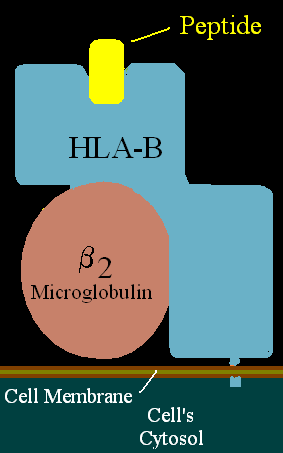

HLA-B*83 هو نمط مصلي من مستضد الكريات البيضاء البشرية-ب.